# Guldager Stationsby
 For alternative betydninger, se Ravnsbjerg. (Se også artikler, som begynder med Ravnsbjerg)
Guldager Stationsby, indtil 2021 Ravnsbjerg, er en landsby i Sydvestjylland med 519 indbyggere  (2025). Ravnsbjerg kan findes på kort helt tilbage til 1606 hvor det hed Raffnsbierig. Guldager Stationsby er beliggende i Guldager Sogn, to kilometer øst for Guldager og ni kilometer nord for Esbjerg centrum. Byen tilhører Esbjerg Kommune og er beliggende i Region Syddanmark.
I byen findes en station på Den vestjyske længdebane.